# Thomas Jefferys

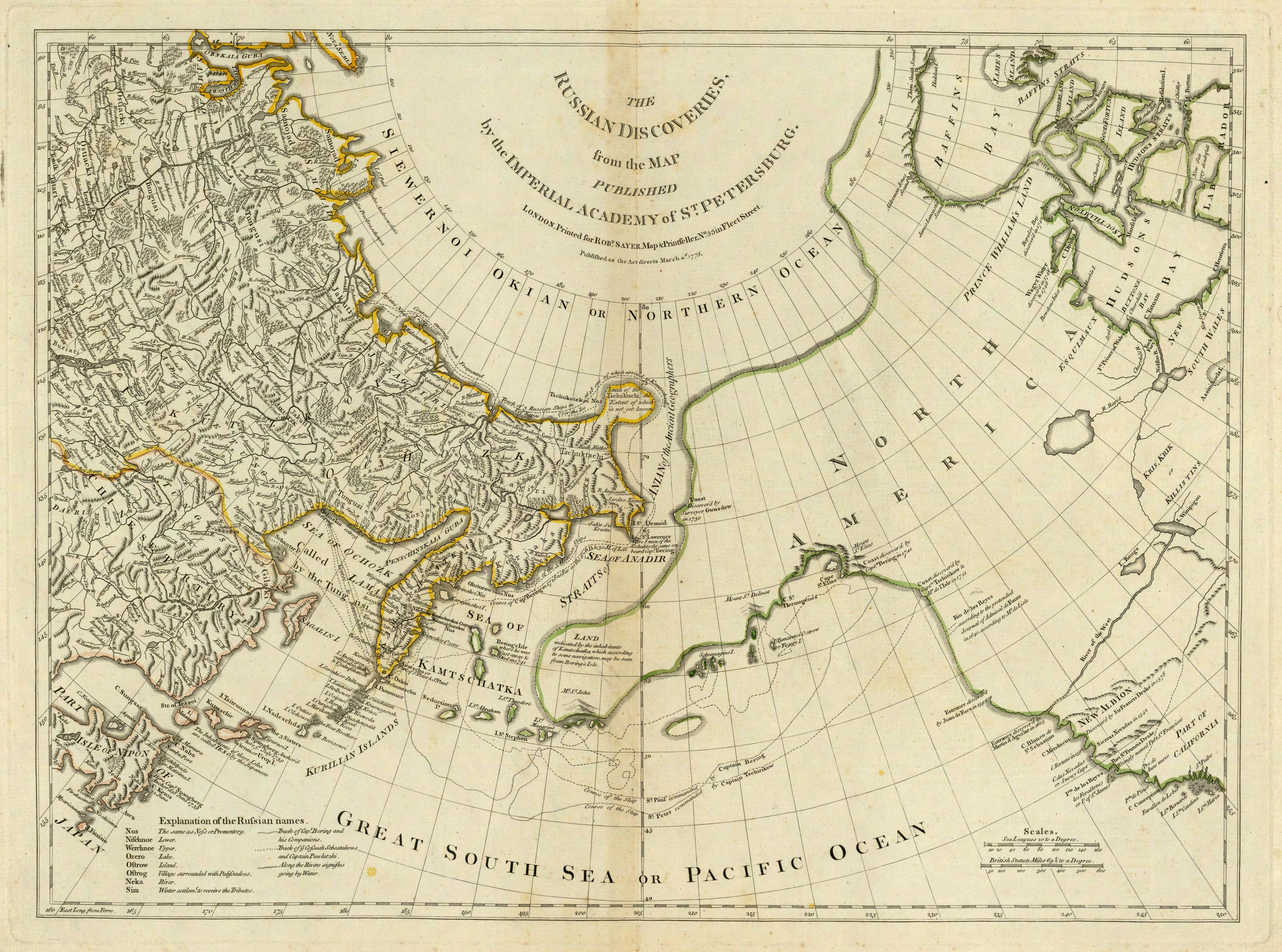
Un ejemplo del trabajo de Jefferys. La parte oriental de Siberia, como la ilustró la Segunda Expedición Kamchatka.

Thomas Jefferys (c. 1719 – 1771), "Geógrafo del rey Jorge III del Reino Unido", fue un cartógrafo inglés, prolífico creador de mapas. Grabó e imprimió para el gobierno inglés y otros órganos oficiales, y produjo un amplio rango de mapas comerciales y atlas, especialmente de Norte América.

## Primeros trabajos
Como el "geógrafo del Príncipe de Gales" produjo Un plano de todas las casas, destruidas o dañadas por el Gran Incendio, que comenzó en Exchange Alley Cornhill, el viernes 25 de marzo de 1748. Además, produjo "El pequeño Atlas Inglés" junto con Thomas Kitchin, y grabó planos de los pueblos de las tierras medias inglesas.

## Mapas de América del Norte

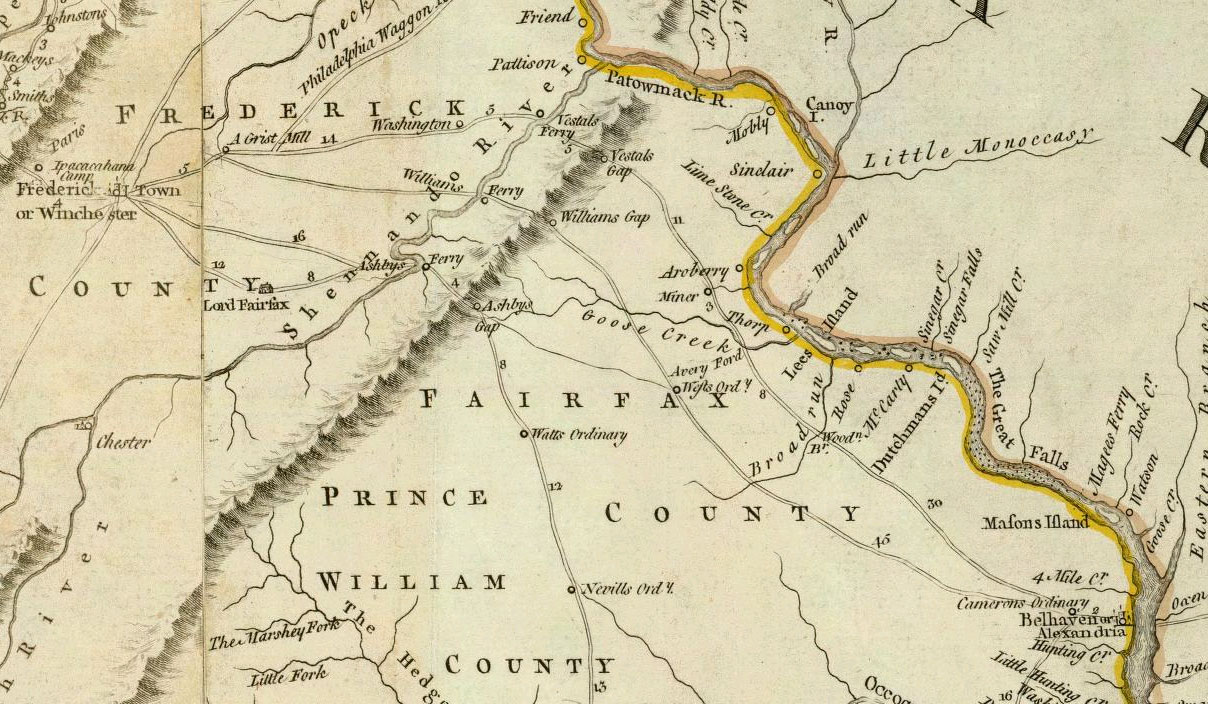
Parte del impreso Map of the Most Inhabited Part of Virginia

En 1754, Jefferys publicó un Mapa de la parte más poblada de Virginia, que había sido registrada por Joshua Fry y Peter Jefferson en 1751. Al año siguiente publicó un mapa de Nueva Inglaterra, a aprtir de registros de John Green, y en 1768 publicó Una Topografía General de Norte América y las Indias Orientales en asociación con Robert Sayer. En 1775, despupes de su muerte, colecciones de sus mapas fueron publicadas por Sayer en el impreso The American Atlas y en The West-India Atlas.
En 1754, Jefferys tomó una robusta y pública posición en la controversia entre los nortemaricanos y los franceses respecto al límite de Nueva Escocia y Acadia, que tuvo lugar durante la coyuntura de la Guerra de Father Le Loutre, que comúnmente se cree que comenzó en 1749 y terminó con la expulsión de los acadianos en 1755.
Póstumamente, el nombre de Jefferys apareció, en 1776, en el impreso The American Atlas: Or, A Geographical Description Of The Whole Continent Of America, que también contiene trabajos de Joshua Fry y Peter Jefferson, entre otros.

## Mapas de los condados ingleses
Jefferys recibió encargos de registros, encuestas y publicación de mapas de parte de varios condados ingleses. Estos fueron mapas de gran escala, con muchas páginas dedicadas a cada condado; en el caso de Bedfordshire y Huntingdonshire la escala era de dos pulgadas frente a una milla (1:31680).
- Bedfordshire, condado encuestado en 1765 por el cartógrafo escocés John Ainslie,[8] publicado en 1765, reimpreso en 1983[9]
- Huntingdonshire, condado encuestado en 1766, publicado en 1768
- Oxfordshire, encuestado 1766-67, publicado (por Andrew Dury) 1767
- Condado de Durham, publicado en 1768
- Buckinghamshire, encuestado en 1766-68 por John Ainslie,[8] publicado en 1770, reimpreso en 2000[2]
- Westmoreland, encuestado en 1768, publicado en 1770
- Yorkshire, encuestado en 1767-70 por John Ainslie,[8] publicado en 1771-72
- Cumberland, encuestado 1770-71, publicado 1774
- Northamptonshire, encuesta (originalmente de Thomas Eyre) revisada en 1771, publicada en 1779

Después de la muerte de Jefferys, estos mapas fueron reeditados por otros editores de mapas como William Faden.